# Força electromagnètica

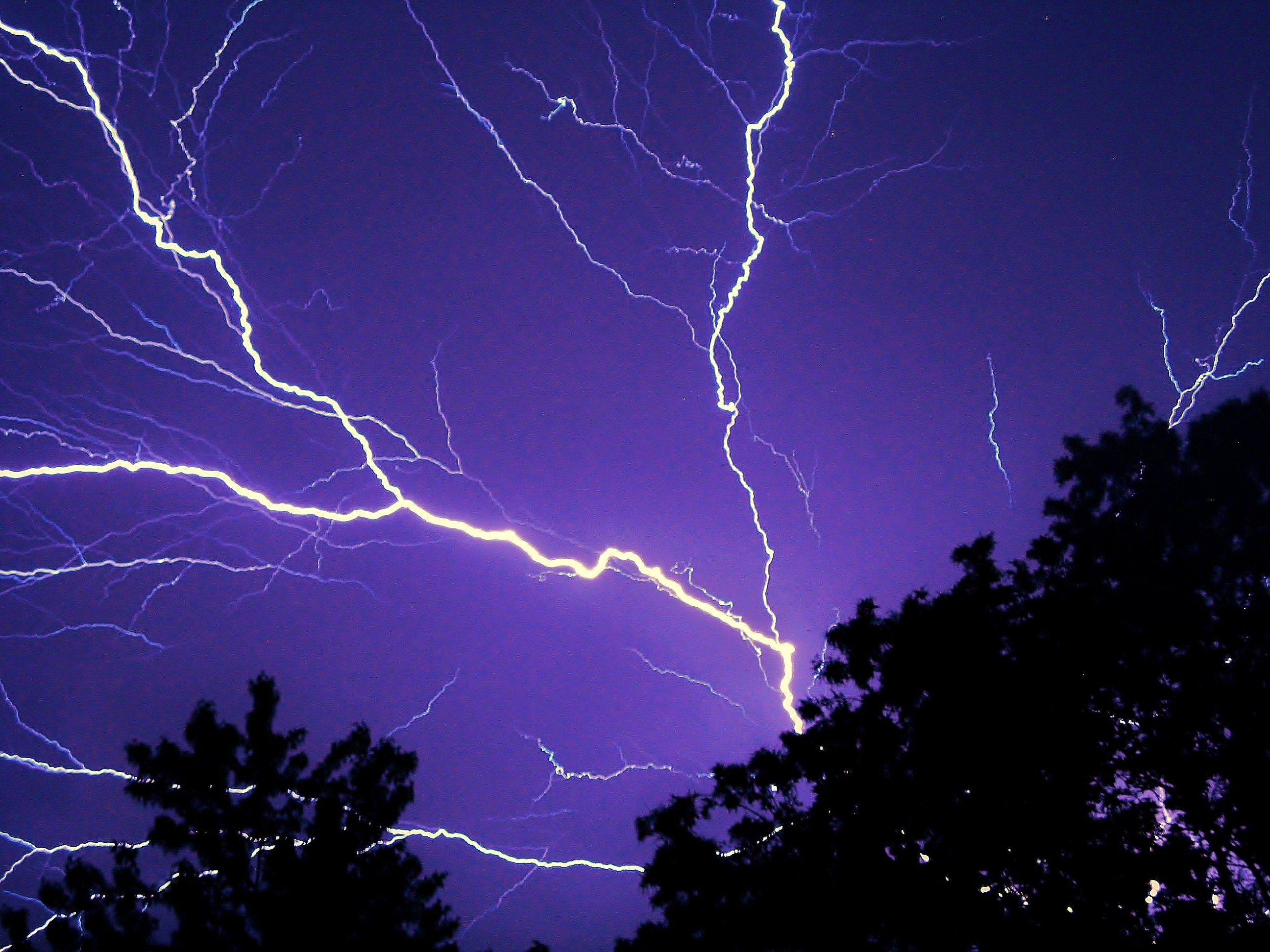
Els rajos són una manifestació de la força electromagnètica.

L'electromagnetisme, o força electromagnètica, és una de les quatre interaccions fonamentals de la natura, juntament amb la interacció forta, la interacció feble i la gravetat. Aquesta força és descrita pels camps electromagnètics i té instàncies físiques innombrables, incloent-hi la interacció de partícules amb càrrega i la interacció de camps de força magnètics sense càrrega amb conductors elèctrics.
La paraula «electromagnetisme» és una forma composta de dos termes grecs, ἢλεκτρον, ēlektron, 'ambre', i μαγνήτης, magnitis (μαγνήτης), que significa 'pedra de Magnèsia', un tipus de mena de ferro. La ciència dels fenòmens electromagnètics es defineix en termes de la força electromagnètica, a vegades anomenada força de Lorentz, que inclou l'electricitat i el magnetisme com a elements d'un mateix fenomen, tal com ho descriuen les equacions de Maxwell.
La força electrofeble es dividí en electromagnetisme i força feble a l'inici de l'època dels quarks. La força electromagnètica té un paper important a l'hora de determinar les propietats internes de la majoria d'objectes que es troben en la vida quotidiana. La matèria normal adquireix la seva forma com a resultat de forces intermoleculars entre molècules individuals de la matèria. Els electrons estan units per la mecànica d'ones electromagnètiques en orbitals al voltant de nuclis atòmics per formar àtoms, que són els components de les molècules. Això governa els processos implicats en la química, que sorgeixen d'interaccions entre els electrons d'àtoms veïns, que al seu torn es determinen per la interacció entre força electromagnètica i el moment dels electrons.
Hi ha moltes descripcions matemàtiques del camp electromagnètic. En electrodinàmica clàssica, els camps elèctrics es descriuen com a potencial elèctric i corrent elèctric a la llei d'Ohm, els camps magnètics estan associats a la inducció electromagnètica i el magnetisme, i les equacions de Maxwell descriuen com els camps elèctrics i magnètics es generen i alteren els uns pels altres i per càrregues i corrents.
Les implicacions teòriques de l'electromagnetisme, en particular la determinació de la velocitat de la llum basant-se en les propietats del «medi» de propagació (permeabilitat i permitivitat), conduïren al desenvolupament de la relativitat especial per Albert Einstein el 1905.

## Propietats

La majoria de les principals partícules elementals tenen càrrega elèctrica.

La interacció electromagnètica afecta únicament objectes amb càrrega elèctrica (incloent-hi els que són neutres en general però es componen de partícules amb càrrega). Això inclou la majoria de les partícules elementals més conegudes, en particular, els quarks, els leptons amb càrrega (electrons, muons i leptons tau) i els bosons gauge amb càrrega (W±), així com els ions. La física actual postula que la interacció electromagnètica es manifesta a través de camps electromagnètics i que el fotó és el quàntum de la llum i de totes les altres formes de radiació electromagnètica.
A diferència de la força nuclear feble i la força nuclear forta, però igual que la gravetat, la força electromagnètica és una interacció de llarg abast. Tanmateix, la magnitud de la força amb la qual s'atrauen dos cossos de càrrega elèctrica diferent és inversament proporcional al quadrat de la distància que els separa (vegeu Llei de Coulomb). El gran abast de la força electromagnètica és degut a la falta de massa dels fotons, que són les partícules mediadores d'aquesta interacció.
A nivell microscòpic (secció eficaç), la intensitat de la interacció electromagnètica és caracteritzada per la constant d'estructura fina (α):
{\displaystyle \alpha ={\frac {e^{2}}{\hbar c}}\approx {\frac {1}{137}}},
on {\displaystyle e} és la càrrega elèctrica elemental, {\displaystyle \hbar } és la constant de Planck i {\displaystyle c} és la velocitat de la llum en el buit. En les reaccions nuclears, l'electromagnetisme té un paper intermedi entre la força nuclear feble i la força nuclear forta.

## Descripció matemàtica

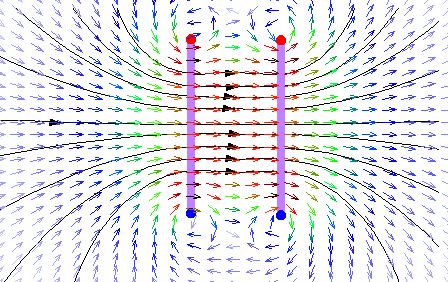
Camp magnètic a un inductor

El camp electromagnètic exerceix una força sobre les partícules carregades elèctricament que es coneix com a força de Lorentz:
{\displaystyle {\vec {F}}=q{\vec {E}}+q{\vec {v}}\wedge {\vec {B}}}
o també, en unitats de Gauss:
{\displaystyle {\vec {F}}=q{\vec {E}}+q{\frac {\vec {v}}{c}}\wedge {\vec {B}}}
La interacció electroestàtica, Llei de Coulomb, sobre les partícules suposant-les immòbils és:
{\displaystyle F=k{\frac {|q||q_{2}|}{d^{2}}}}
on {\displaystyle {\vec {F}}=-k{\frac {q*q_{2}}{d^{2}}}*{\vec {u}}}
on {\displaystyle {\vec {u}}} és el vector unitari adreçat de q cap a {\displaystyle q_{2}}
on:
- {\displaystyle {\vec {F}}} és la força suportada per la càrrega q
- q és la càrrega sobre la qual s'exerceix {\displaystyle {\vec {F}}}
- {\displaystyle q_{2}} és la càrrega que exerceix la força {\displaystyle {\vec {F}}} sobre q a la darrera fórmula
- {\displaystyle {\vec {E}}} és el camp elèctric allà on hi ha la càrrega
- {\displaystyle {\vec {B}}} és el camp magnètic allà on hi ha la càrrega
- {\displaystyle {\vec {v}}} és la velocitat de la càrrega
- c és la velocitat de la llum
- {\displaystyle \wedge } és el producte vectorial

(totes les dimensions són mesurades dins del mateix sistema inercial de referència).
La primera descripció de la força entre dues partícules carregades, que és contrària a la llei de Coulomb, és vàlida en el marc de la teoria de la relativitat, i de fet, el camp magnètic és vist com una interacció relativista de les càrregues en moviment, cosa que la llei de Coulomb no explica.

## Electromagnetisme relativista
En la Teoria de la Relativitat Especial la interacció electromagnètica es caracteritza per un (quadri)tensor de segon ordre, anomenat tensor camp electromagnètic:
{\displaystyle \mathbf {F} ={\begin{pmatrix}F_{00}&F_{01}&F_{02}&F_{03}\\F_{01}&F_{11}&F_{12}&F_{13}\\F_{02}&F_{21}&F_{22}&F_{23}\\F_{03}&F_{31}&F_{32}&F_{33}\end{pmatrix}}={\begin{pmatrix}0&E_{x}/c&E_{y}/c&E_{z}/c\\-E_{x}/c&0&B_{z}&-B_{y}\\-E_{y}/c&-B_{z}&0&B_{x}\\-E_{z}/c&B_{y}&-B_{x}&0\end{pmatrix}}}
Aquest tensor camp electromagnètic satisfà les equacions de Maxwell que en notació tensorial (i sistema cgs) s'escriuen habitualment:
{\displaystyle {\partial F^{\alpha \beta } \over {\partial x^{\alpha }}}={4\pi  \over c}J^{\beta }\qquad {\partial F_{\alpha \beta } \over \partial x^{\gamma }}+{\partial F_{\gamma \alpha } \over \partial x^{\beta }}+{\partial F_{\beta \gamma } \over \partial x^{\alpha }}=\epsilon _{\mu \beta \gamma }g^{\alpha \mu }{\partial F^{\beta \gamma } \over \partial x^{\alpha }}=0}
Aquestes equacions es poden escriure de forma més compacta emprant la derivada exterior i l'operador dual de Hodge com:
{\displaystyle \mathrm {d} \mathbf {F} =0\qquad *\mathrm {d} (*\mathbf {F} )={\frac {4\pi }{c}}\mathbf {J} }
De fet, donada la forma de les equacions anteriors, si el domini sobre el qual s'estén el camp electromagnètic és simplement connex (estelat), llavors el camp electromagnètic es pot expressar com la derivada exterior d'un quadrivector anomenat potencial vector, relacionat amb els potencials de l'electromagnetisme clàssic de la manera següent:
{\displaystyle \mathbf {A} =(A_{0};A_{1},A_{2},A_{3})=(\phi ;\mathbf {A} )}
on:
{\displaystyle \phi \;} és el potencial electroestàtic
{\displaystyle \mathbf {A} } és el potencial vector clàssic
Aquesta substitució facilita enormement la resolució d'aquestes equacions; de fet, la relació entre el quadrivector potencial i el tensor de camp electromagnètic resulta ser:
{\displaystyle \mathbf {F} =\mathrm {d} \mathbf {A} ={\frac {1}{2!}}{\frac {\partial A_{\beta }}{\partial x^{\alpha }}}-{\frac {\partial A_{\alpha }}{\partial x^{\beta }}}dx^{\alpha }\land dx^{\beta }={\frac {1}{2!}}F_{\alpha \beta }dx^{\alpha }\land dx^{\beta }}
El fet que la interacció electromagnètica pugui representar-se per un (quadri)vector que defineix completament el camp electromagnètic (sempre que el domini sigui estelat) és la raó per la qual s'afirma en el tractament modern que la interacció electromagnètica és un camp vectorial (i per la qual cosa en el tractament quàntic es diu que està representat per bosons vectorials).
En relativitat general, el tractament del camp electromagnètic en un espaitemps corbat és similar al presentat aquí per l'espai de Minkowski, amb la diferència que les derivades parcials respecte a les coordenades han de substituir-se per derivades covariants.

## Electromagnetisme quàntic

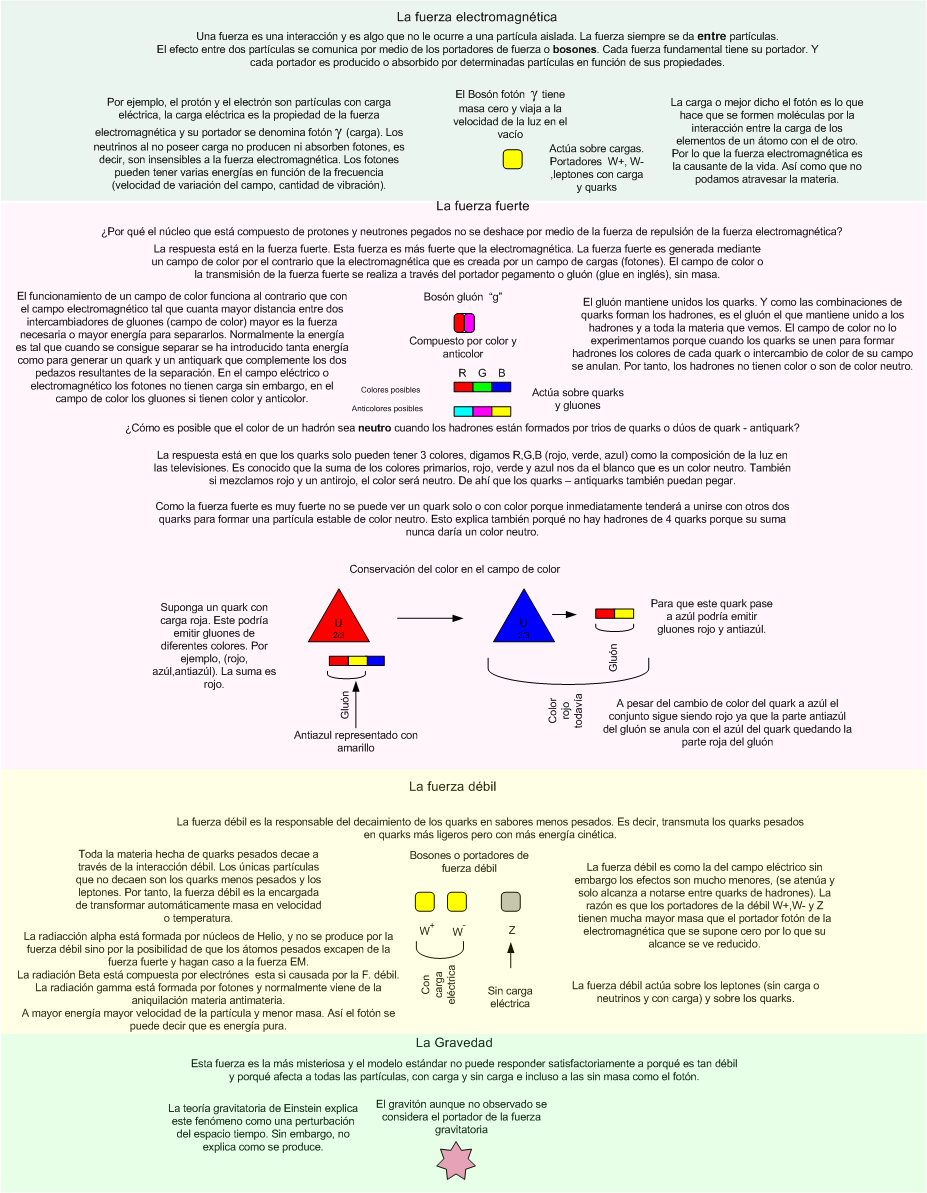
Quadre explicatiu de les quatre forces fonamentals

El tractament que fa la física quàntica de l'electromagnetisme es coneix amb el nom d'electrodinàmica quàntica. En aquesta teoria, el camp està associat a una partícula sense massa anomenada fotó; les interaccions dels fotons amb les partícules carregades són les causants de tots els fenòmens de l'electromagnetisme.
Quan en aquesta teoria s'introdueix la interpretació de partícules, mitjançant el formalisme de l'espai de Fock, la matèria s'interpreta per estats fermiònics, mentre que el camp electromagnètic en si mateix queda descrit per estats de bosons gauge "portadors de la interacció", anomenats fotons.

## Paper a la natura
El seu llarg abast fa que la interacció electromagnètica es manifesti clarament tant a escala macroscòpica com a escala microscòpica. De fet, la gran majoria de forces de la mecànica clàssica, incloent-hi la força elàstica, la fricció i la tensió superficial, són de naturalesa electromagnètica.
La interacció electromagnètica determina la majoria de propietats físiques dels cossos macroscòpics i, particularment, els canvis que es produeixen en aquestes propietats com a conseqüència d'un canvi en l'estat de la matèria. La interacció electromagnètica és la base de les reaccions químiques. Els fenòmens elèctrics, magnètics i òptics són una manifestació d'aquesta interacció.
A escala microscòpica, els efectes electromagnètics (incloent-hi els efectes quàntics) defineixen l'estructura de les capes d'electrons que envolten els àtoms i la configuració tant de les molècules com de les estructures més grosses. En particular, la càrrega elèctrica elemental determina la mida dels àtoms i la longitud dels enllaços que mantenen unides les molècules. Per exemple, el radi de Bohr és {\displaystyle {{4\pi \varepsilon _{0}\hbar ^{2}} \over {m_{e}e^{2}}}}, on {\displaystyle \varepsilon _{0}} és la constant elèctrica, {\displaystyle \hbar } la constant de Planck, {\displaystyle m_{e}} la massa de l'electró i {\displaystyle e} la càrrega elèctrica elemental.

## Descripció teòrica

### Electrodinàmica
L'electrodinàmica clàssica serveix per descriure la gran majoria de processos electromagnètics macroscòpics amb un nivell de precisió satisfactori. Per fer-ho, s'assumeix que els objectes en interacció són un conjunt de masses puntuals amb càrrega elèctrica. Una altra assumpció és que la reacció és mitjançada per un camp electromagnètic, un tipus de matèria que s'estén per tot l'espai.

#### Electroestàtica
L'elecrostàtica estudia la interacció dels cossos amb càrrega. El seu fonament principal és la llei de Coulomb, que estableix la relació entre la força de l'atracció o repulsió entre dues masses puntuals amb càrrega, la magnitud de la càrrega i la distància que les separa. El desenvolupament matemàtic de la llei de Coulomb és el següent:
{\displaystyle {\vec {F}}_{12}=k{\frac {q_{1}q_{2}}{r_{12}^{3}}}{\vec {r}}_{12},}
on {\displaystyle {\vec {F}}_{12}} és la força amb la qual la partícula 1 actua sobre la partícula 2, {\displaystyle q_{1}} i {\displaystyle q_{2}} és la magnitud de la càrrega de les partícules 1 i 2, respectivament, {\displaystyle {\vec {r}}_{12}} és la distància vectorial entre la partícula 1 i la partícula 2 ({\displaystyle r_{12}} — mòdul vectorial), {\displaystyle k} és un coeficient dimensional amb un valor que en el sistema CGS és 1 i en el Sistema Internacional és:
{\displaystyle k={\frac {1}{4\pi \varepsilon _{0}}},}
on {\displaystyle \varepsilon _{0}} és la constant elèctrica.
En el marc de l'electroestàtica, la magnitud del camp elèctric generat per una càrrega puntual es pot obtenir a partir de:
{\displaystyle {\vec {E}}=k{\frac {q}{r^{3}}}{\vec {r}},}
on {\displaystyle {\vec {E}}} és la intensitat del camp elèctric en un punt en concret, {\displaystyle q} el valor de la càrrega que genera aquest camp i {\displaystyle {\vec {r}}} la distància vectorial entre la partícula i el punt on es vol determinar la magnitud del camp ({\displaystyle r} — mòdul vectorial).
La força que actua sobre una partícula amb càrrega situada dins d'un camp elèctric es determina a partir de:
{\displaystyle {\vec {F}}=q{\vec {E}},}
on {\displaystyle q} és la quantitat de partícules amb càrrega i {\displaystyle {\vec {E}}} és la suma vectorial del camp elèctric generat per totes les partícules amb càrrega.
Si la càrrega està distribuïda en un volum de densitat {\displaystyle \rho ({\vec {r}})}, el camp electroestàtic resultant es pot deduir a partir de la Llei de Gauss. La seva forma diferencial en el sistema CGS és la següent:
{\displaystyle \mathrm {div} {\vec {E}}=4\pi \rho .}
En la presència d'un medi dielèctric polaritzat, el camp elèctric generat per les càrregues lliures canvia a causa de la influència de les càrregues presents en el medi. En molts casos, aquest canvi es pot determinar introduint el vector de polarització del medi {\displaystyle {\vec {P}}} i el vector de desplaçament elèctric {\displaystyle {\vec {D}}}, cosa que dona la relació següent:
{\displaystyle {\vec {D}}={\vec {E}}+4\pi {\vec {P}}.}
En aquest cas, el teorema de Gauss es pot escriure de la manera següent
{\displaystyle \mathrm {div} {\vec {D}}=4\pi \rho ,}
on {\displaystyle \rho } és exclusivament la densitat de les càrregues lliures.

#### Magnetoestàtica
La magnetoestàtica és la part de la física que estudia els camps magnètics estàtics, que no canvien al llarg del temps, creats per imants o per corrents elèctrics estacionaris. Hi tenen un paper preponderant la llei de Biot-Savart i la llei d'Ampère. La primera descriu el vector d'inducció magnètica B en termes de la magnitud i la direcció de la font de corrent elèctric, la distància de la font de corrent elèctric i el factor de ponderació de la permeabilitat magnètica, mentre que la llei d'Ampère relaciona un camp magnètic amb el corrent elèctric que el produeix.
La llei d'Ampère també és una conseqüència directa de l'expressió del component magnètic de la força de Lorentz, és a dir, la força exercida sobre una partícula carregada que es mou en un camp electromagnètic:
{\displaystyle {\vec {F}}=k^{\prime \prime }q\left[{\vec {v}}\times {\vec {B}}\right],}
on {\displaystyle q} és la càrrega de la partícula i {\displaystyle {\vec {v}}} és la seva velocitat.

#### Equacions de Maxwell
Les equacions de Maxwell són un conjunt de quatre equacions que, afegint-hi la força de Lorentz, descriuen completament els fenòmens electromagnètics. La gran contribució de James Clerk Maxwell fou reunir en aquestes equacions molts anys de resultats experimentals i investigacions teòriques, deguts a Coulomb, Gauss, Ampère, Faraday i altres, introduint els conceptes de camp i de corrent de desplaçament, i unificant els camps elèctrics i magnètics en un sol concepte: el camp electromagnètic. De les equacions de Maxwell, a més, es desprèn l'existència d'ones electromagnètiques propagant-se amb velocitat igual al valor de la velocitat de la llum c en el buit, amb la qual cosa Maxwell va identificar la llum amb una ona electromagnètica, unificant l'òptica amb l'electromagnetisme.

#### Electrodinàmica quàntica
L'electrodinàmica quàntica descriu de manera matemàtica tots els fenòmens que impliquen les partícules elèctricament carregades i que actuen per mitjà de l'intercanvi de fotons. Actualment és la teoria més exacta que hi ha en física, així com la que s'ha posat més a prova, i prediu de forma extremadament exacta magnituds com el moment magnètic anòmal de l'electró i el muó o el desplaçament Lamb dels nivells d'energia de l'hidrogen.

## Història de la teoria

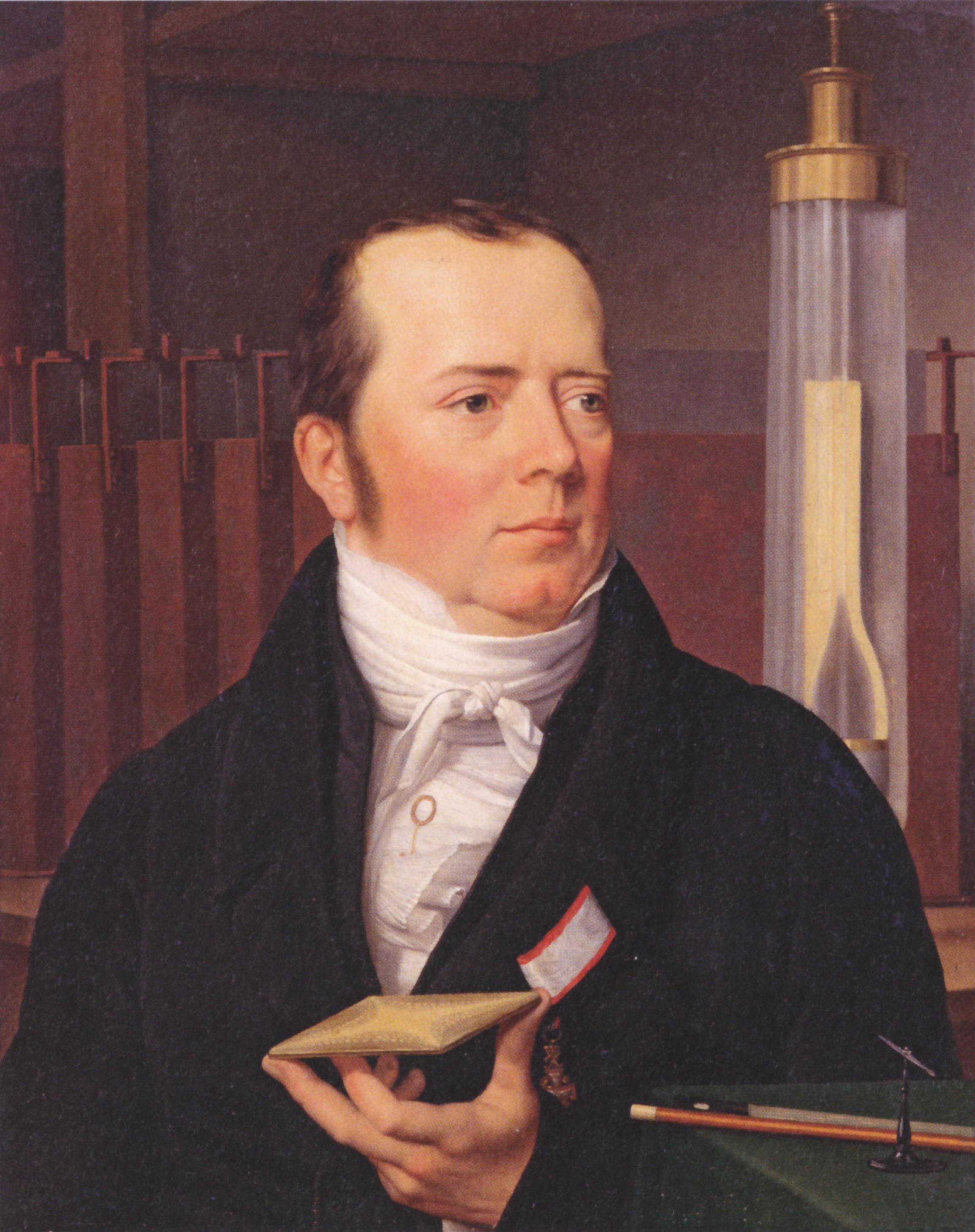
Hans Christian Ørsted

Durant molt de temps es considerà que l'electricitat i l'electromagnetisme eren dos fenòmens diferents. Aquesta creença esdevingué obsoleta amb la publicació el 1873 de l'obra Un tractat sobre l'electricitat i el magnetisme (A Treatise on Electricity and Magnetism), de James Clerk Maxwell, que demostrava que la interacció de les càrregues positives i negatives és regida per una mateixa força. Els quatre efectes principals que es produeixen com a conseqüència d'aquestes interaccions han sigut demostrats experimentalment:
1. Les càrregues elèctriques s'atreuen o es repel·len entre si amb una força inversament proporcional al quadrat de la distància que les separa: de la mateixa manera que unes s'atreuen altres es repel·len.[19]
2. Els pols magnètics, o estats de polarització a punts individuals, s'atreuen o es repel·len entre ells d'una manera similar, i sempre van aparellats: per a cada pol nord hi ha el seu corresponent pol sud.[20]
3. Un corrent elèctric a un fil conductor crea un camp magnètic circular al voltant del fil; el sentit d'aquest camp dependrà del sentit de circulació del corrent.[21]
4. S'indueix un corrent elèctric a una espira de fil conductor quan l'espira es mou cap a un camp magnètic o quan se n'allunya; el mateix passa si un imant es mou cap a una espira o quan se n'allunya; la direcció del corrent dependrà de la direcció en què es mogui l'espira o l'imant.

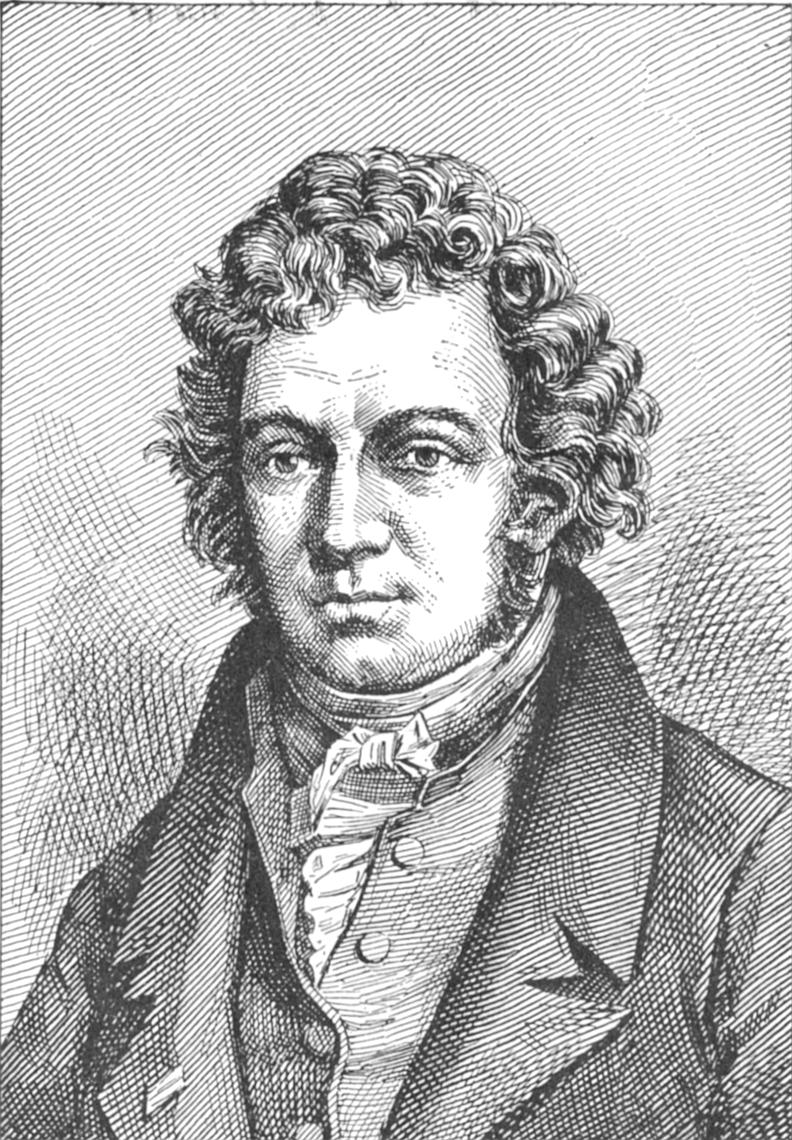
André-Marie Ampère

Hans Christian Ørsted estava donant una classe a la tarda del 21 d'abril del 1820 quan feu una observació sorprenent. Veié que l'agulla d'una brúixula es desviava del pol nord magnètic quan engegava i apagava una bateria. La seva interpretació inicial fou que els efectes magnètics emanen de tots els costats d'un cable que porti un corrent elèctric, igual que la llum i la calor, i que l'experiment demostrava una relació directa entre l'electricitat i el magnetisme.

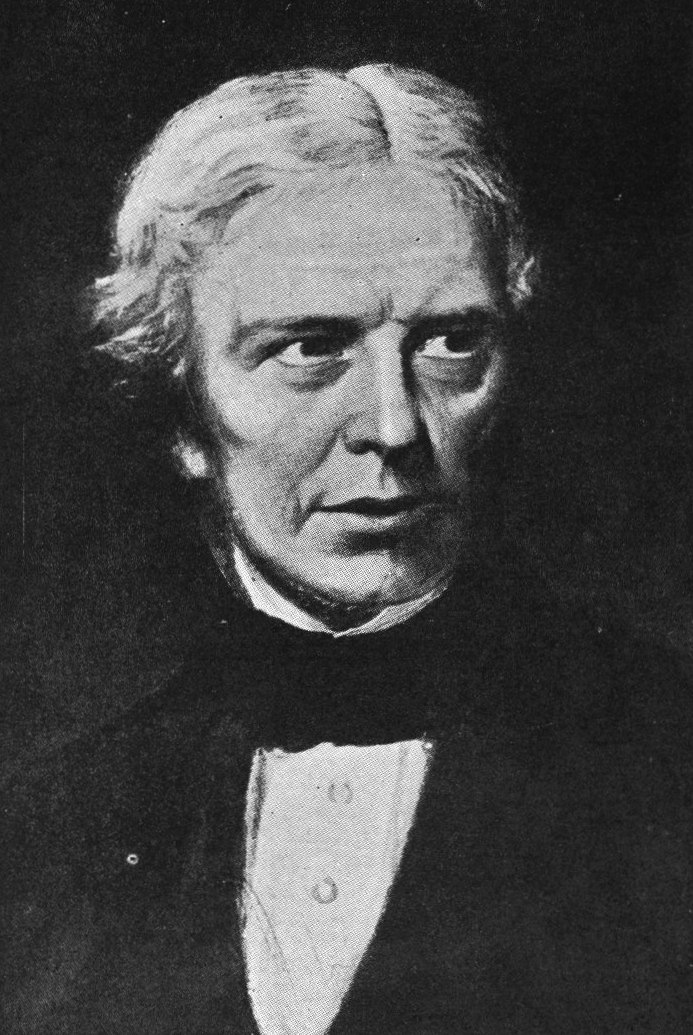
Michael Faraday

En el moment del descobriment, Ørsted no oferí cap explicació satisfactòria d'aquest fenomen, sinó que intentà descriure'l amb càlculs matemàtics. Tres mesos més tard, començà a dedicar-hi més esforços.

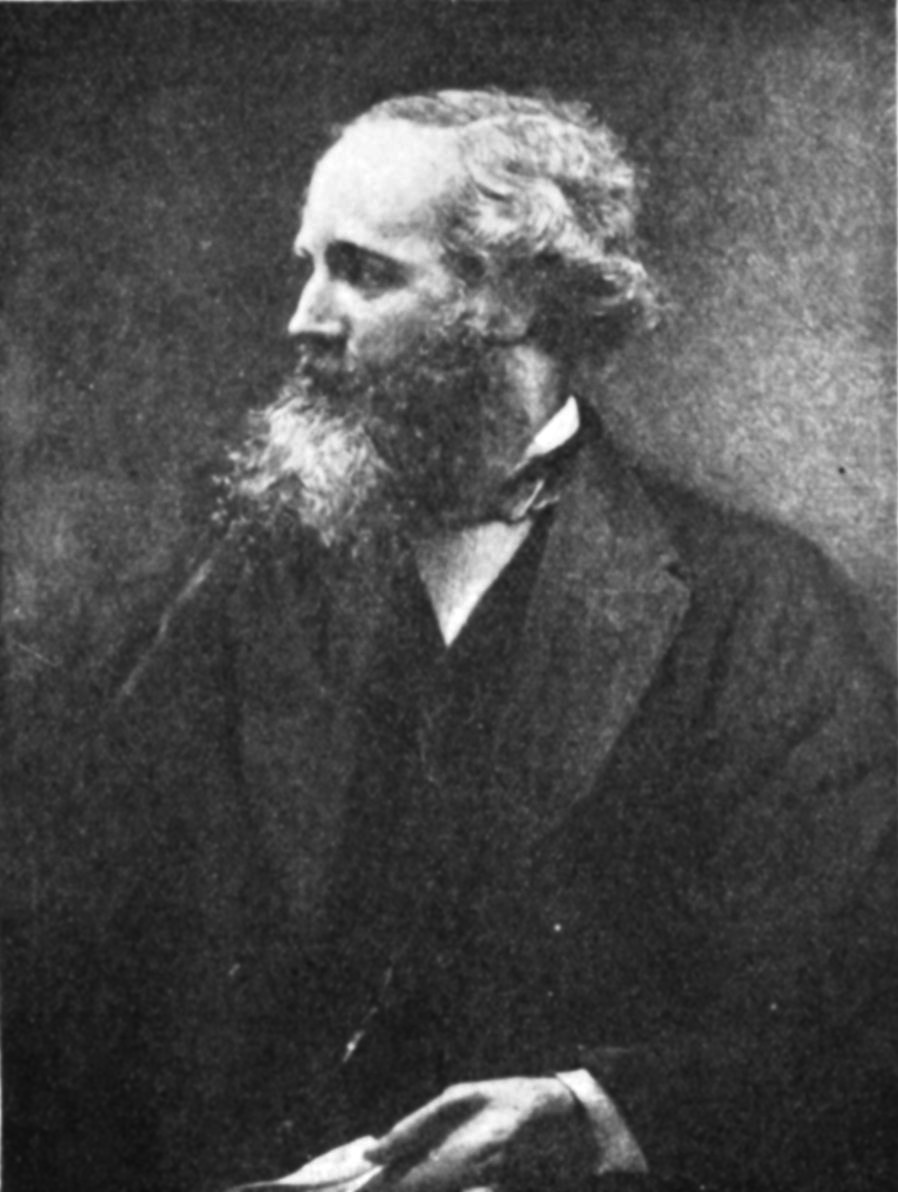
James Clerk Maxwell

Les conclusions d'Ørsted feren que la comunitat científica mundial es posés a estudiar intensament l'electrodinàmica. El 1820 s'hi sumà Francesc Joan Domènec Aragó, que s'adonà que un cable que porta un corrent elèctric atrau les llimadures de ferro. Primer magnetitzà cables de ferro i acer posant-los dins d'una bobina de coure que generava un corrent. També aconseguí magnetitzar una agulla. La primera anàlisi quantitativa de l'efecte d'un corrent sobre els imants fou realitzada el 1820 pels científics francesos Jean-Baptiste Biot i Félix Savart. Els experiments d'Ørsted també influïren el físic francès André-Marie Ampère, que expressà la relació entre un camp magnètic i el corrent elèctric que el genera. El descobriment d'Ørsted també representà un gran pas endavant cap a una visió unificada del concepte de la interacció electromagnètica.
Aquesta unitat, descoberta per Michael Faraday, desenvolupada per James Maxwell i polida per Oliver Heaviside i Heinrich Hertz, és una de les grans fites de la física matemàtica del segle XX i un descobriment de conseqüències molt significatives, incloent-hi la comprensió de la naturalesa de la llum. La llum i les altres formes de radiació electromagnètica són mitjançades per fotons. Les diferents freqüències donen peu a diferents formes de radiació electromagnètica, des de les ones de ràdio a freqüències baixes fins als rajos gamma a freqüències altes, passant per la llum visible a freqüències mitjanes.
Ørsted no fou l'únic que descobrí la relació entre l'electricitat i el magnetisme. El 1802, el jurista italià Gian Domenico Romagnosi desvià una agulla magnètica amb descàrregues elèctriques, però els experiments de Romanozi no tractaven sobre corrents elèctrics, sinó que simplement demostraren que una càrrega electroestàtica d'una pila voltaica podia fer moure l'agulla. El seu descobriment aparegué el mateix any en una publicació italiana, però tingué molt poc ressò en la comunitat científica internacional.